# Arthur McDonald
Arthur Bruce McDonald (Sydney, 29 agosto 1943) è un fisico canadese, vincitore del Premio Nobel per la Fisica nel 2015, insieme al giapponese Takaaki Kajita per i loro studi che hanno portato a mostrare che i neutrini hanno una massa..

## Ricerca
Per lungo tempo i fisici hanno cercato di capire se i neutrini avessero una massa o no. A partire dagli anni 60 diversi esperimenti hanno rivelato indizi della massa dei neutrini. I modelli teorici del sole prevedevano un certo rate di neutrini e i rivelatori a terra hanno misurato più volte un flusso di neutrini più basso di quello atteso, questo problema è noto con il nome di problema dei neutrini solari. Esistono tre tipi di neutrino (elettronico, muonico e tauonico) e i rivelatori di neutrini solari sono sensibili principalmente ai neutrini elettronici provenienti dal sole. La spiegazione più plausibile della discrepanza fra il numero di neutrini elettronici atteso e quello misurato, era che i neutrini "mancanti" avessero cambiato tipo, cioè oscillato, in neutrini di un con un altro sapore leptonico (neutrini muonici o tauonici) a cui i rivelatori non erano sensibili. Secondo le leggi della meccanica quantistica i neutrini per poter oscillare devono avere una massa.
Nel 1984 Herb Chen, un collaboratore di McDonald dell'Università della California ad Irvine, suggerì di usare l'acqua pesante come rivelatore per i neutrini solari. A differenza dei rivelatori precedenti, l'utilizzo dell'acqua pesante avrebbe reso il rivelatore sensibile a due tipi di interazione, un'interazione in cui possono essere coinvolti neutrini di tutti i tipi e un'interazione a cui possono prendere parte solo i neutrini elettronici. In questo modo il rivelatore avrebbe misurato direttamente l'oscillazione dei neutrini. Nel 1984 Chen, McDonald e i loro collaboratori idearono il Sudbury Neutrino Observatory (SNO) per sfruttare questa idea. SNO era un rivelatore posizionato in una miniera a Sudbury, nell'Ontario, 2000 metri sotto terra, e utilizzava 1000 tonnellate di acqua pesante. Chen morì di leucemia nel 1987.
Nell'agosto del 2001, il Sudbury Neutrino Observatory, guidato da McDonald, riportò osservazioni che implicavano direttamente che i neutrini solari provenienti dal sole oscillano in neutrini muonici e tauonici. McDonald ha ricevuto la medaglia Benjamin Franklin per la fisica nel 2007, il premio Nobel per la fisica nel 2015, e il premio Fundamental Physics Prize nel 2015 per la scoperta dell'oscillazione dei neutrini e la dimostrazione che i neutrini hanno massa.